# Josh Sargent
Joshua Thomas "Josh" Sargent, född 20 februari 2000 i O'Fallon i Missouri, är en amerikansk fotbollsspelare (anfallare) som spelar för Norwich City och USA:s landslag.

## Karriär
Den 9 augusti 2021 värvades Sargent av Norwich City, där han skrev på ett fyraårskontrakt. Sargent debuterade i Premier League den 14 augusti 2021 i en 3–0-förlust mot Liverpool, där han blev inbytt i den 77:e minuten mot Milot Rashica.